# Cláudia Maria das Neves
Cláudia Maria das Neves, detta Claudinha (Guarujá, 17 febbraio 1975), è un'ex cestista brasiliana, professionista nella WNBA.

## Carriera
Con il Brasile ha disputato due edizioni dei Giochi olimpici (Sydney 2000, Pechino 2008), due dei Campionati mondiali (1998, 2002) e quattro dei Campionati americani (1997, 1999, 2001, 2007).